# Kruti
Kruti (ukr. Круті; pol. hist. Krute) – wieś na Ukrainie, w obwodzie odeskim, w rejonie podolskim, na historycznym Podolu.
W czasach I Rzeczypospolitej wieś leżała w województwie bracławskim w prowincji małopolskiej Korony Królestwa Polskiego. W 1789 była prywatną wsią, należącą do Lubomirskich. Odpadła od Polski w wyniku II rozbioru.